# Karel Kosík
Karel Kosík (Praga, 26 de junio de 1926-3 de febrero de 2003) fue un filósofo marxista checo.

## Datos biográficos
Ingresó en la organización clandestina de la resistencia antifascista desde Předvoj (La Vanguardia) el 1 de septiembre de 1943. Fue editor en jefe del periódico comunista ilegal Boj mladých (La Lucha de los Jóvenes) hasta su arresto por la Gestapo el 17 de noviembre de 1944. Fue juzgado por "alta traición" y enviado al Campo de concentración de Theresienstadt, donde estuvo preso desde el 30 de enero hasta el 5 de mayo de 1945.
Entre 1945 y 1947 Kosík estudió Filosofía y Sociología en la Universidad Carolina de Praga. Entre 1947 y 1949 asistió a diversos cursos en la Universidad de Leningrado y la Universidad Estatal de Moscú. Desde 1953 trabajó en el Instituto Filosófico de la Academia de Ciencias de Checoslovaquia. En 1956 publicó un artículo crítico sobre Hegel, que causó revuelo.
Propició importantes debates filosóficos entre los marxistas, organizó encuentros en Checoslovaquia y participó en eventos de discusión teórica en Italia, Francia y México. Participó, con el artículo "El hombre y la filosofía" en el volumen colectivo, editado Erich Fromm que tuvo por título Humanismo socialista.
Kosík participó en la llamada Primavera de Praga, de allí en adelante, perdió sus cargos como docente y no apareció más públicamente hasta 1989, aunque siguió escribiendo en privado. El 25 de abril de 1975 su casa fue allanada y la policía política incautó manuscritos filosóficos inéditos suyos, entre los cuales estaban las obras De la práctica y De la verdad. No fue sino hasta 1990 que volvió a la universidad y donde dictó conferencias hasta 1992. Trabajó luego en un Instituto Filosófico.

## Concepciones
Kosík no consideraba la dialéctica marxista como una gran ontología y optó por una ontología praxiológica, es decir, centrada en la praxis histórica de la humanidad. Consideraba al marxismo como una filosofía política militante y activista, una filosofía de la praxis. Dialéctica de lo Concreto (1963) presenta una original síntesis de la fenomenología y las ideas de Karl Marx, apoyándose en los escritos tanto de su juventud como de su madurez. Sus concepciones sobre el humanismo marxista tuvieron como principal contradictor a Louis Althusser.
Criticó a Edmund Husserl y a la concepción fenomenológica de «ir a las cosas mismas» a través de la intuición inmediata, pues consideraba que no existe un mundo preideológico ni prediscursivo aparte del mundo histórico de la praxis. Criticó a Martin Heidegger porque según él, concebía la praxis humana sólo como actividad manipuladora pero no bajo su dimensión de apertura de un nuevo mundo humanizado por el propio ser humano, por sobre el mundo de las cosas y la naturaleza y porque cuando la metafísica heideggeriana despreciaba la vida cotidiana de las grandes urbes por «el olvido del ser», apenas se recluía en el corazón recóndito del hombre sin considerar la alienación histórica que genera el capitalismo fetichista.
Tras haber sido víctima de la represión de la burocracia soviética Kosík continuó siendo un pensador marxista y revolucionario. En el artículo “La lumpenburguesía, la democracia y la verdad espiritual” (1990), Kosík caracteriza al nuevo sector dominante en los países de Europa oriental, como una “lumpenburguesía que recluta sus miembros entre los nuevos ricos, pero que a diferencia de la burguesía normal, éstos no duda ante la estafa, ni frente a la asociación con el ambiente o las organizaciones mafiosas”; volvió a impugnar la invasión soviética de 1968 y rechazó como falsa la identificación que se hacía en torno a la dictadura burocrática del llamado “socialismo real” y el comunismo.

## Obras
- Česká radikální demokracie (Democracia Radical Checa), Praga 1958
- Dialektika konkrétního (Dialéctica de lo Concreto), Praga 1963, 1965, 1966
- Moral und Gesellschaft (Moralidad y Sociedad), Frankfurt am Mein 1968, 1970
- La nostra crisi attuale (Nuestra Crisis Actual), Roma 1969, Barcelona 1971
- Století Markéty Samsové (El siglo de Marketa Samsa), 1993, 1995
- Jinoch a smrt (El joven y la muerte), Praga 1995
- Předpotopní úvahy (Pensamientos Antediluvianos), Praga 1997, obra galardonada en 2000 con el Premio Tom Stoppard.[4]
- Poslední eseje (Ensayos póstumos), Praga 2004